# مثل یک عاشق
مثل یک عاشق (به انگلیسی: Like Someone in Love) فیلمی ژاپنی-فرانسوی محصول سال ۲۰۱۲ به کارگردانی عباس کیارستمی است. رین تاکاناشی، تاداشی اوکونو و ریو کاسه بازیگران اصلی آن هستند. به این فیلم در ایران مجوز اکران داده نشد. اما در چند کشور دیگر اکران شد.
این فیلم، به عنوان یکی از ۲۲ فیلم بخش مسابقه شصت و پنجمین دوره جشنواره فیلم کن حضور داشت.

## خلاصهٔ داستان
آکیکو، شخصیت اصلی داستان، یک دانشجوی جامعه‌شناسی است که علاوه بر درس، دور از چشم دوست‌پسر بدبینش، به تن‌فروشی برای افراد پولدار می‌پردازد.
تاکشی، استاد بازنشسته دانشگاه یکی از مشتریان آکیکوست که به‌جای برقراری ارتباط جنسی با او، بیشتر علاقه‌مند به گذراندن زمان با پختن شام برای اوست. صبح روز بعد، آکیکو آزمون دارد و تاکشی او را به دانشگاه می‌رساند. نوریاکی، دوست‌پسر آکیکو، به تصور این که تاکشی پدربزرگ اوست، آکیکو را از تاکشی خواستگاری می‌کند، ولی تاکشی او را از ازدواج منصرف می‌کند.
در راه بازگشت از دانشگاه و در راه کتابخانه، نوریاکی برای تعویض تسمه‌پروانهٔ خودروی تاکشی، آن‌ها را به تعمیرگاه خود می‌برد. یکی از شاگردان قدیم تاکشی نیز آنجاست و آکیکو بیمناکِ این می‌شود که او حقیقت را برای نوریاکی فاش کند. پس از بازگشت به خانه، تاکشی تماس تلفنیِ مضطربانه‌ای از آکیکو دریافت می‌دارد و ازاین‌رو دوباره به دنبالش می‌رود و او را که دهانش به دلیل نامعلوم خونی است به خانهٔ خود می‌آورد. نوریاکی از پشت دربازکنِ‌صوتی تاکشی را تهدید می‌کند. تاکشی از پنجره به بیرون نگاه می‌کند و در این هنگام، شیئی به سمت پنجره پرتاب می‌شود. لحظه‌ای بعد تاکشی بر روی زمین افتاده‌است.

## تحلیل
مثل یک عاشق، ۲۱ می ۲۰۱۲ در شصت و پنجمین دوره جشنواره فیلم کن در سالن گرند لومیر نشان داده شد، منتقدان کن را به دو دسته تقسیم کرد. برخی آن را فیلمی ضعیف دانسته و برخی مثل درک مالکوم و میشل سیمون آن را ستودند. برخی آن را مرواریدی ظریف در سینما و رقصی تأمل‌برانگیز در امتداد مبهم دو مرز خیال و واقعیت دانسته‌اند. دیوید دنبی از نیویورکر درباره این فیلم نوشت: داستان آن توسط اشارات مورب هدایت می‌شود و از نظر فکری تقریباً تعجب آور است. فیلمبرداری واضح و متمرکز است و تدوین آن قسمتهایی طولانی ولی روان را به وجود می‌آورد. این فیلم دست نیافتنی ساخته شده گرچه دارای ریتمی خسته کننده است ولی جذابیت مالیخولیایی دارد.

## جوایز
- نامزد جایزه بهترین کارگردانی جوایز فیلم آسیایی ۲۰۱۳
- نامزد جایزه بهترین فیلم‌برداری جوایز فیلم آسیایی ۲۰۱۳
- نامزد جایزه بهترین بازیگر مکمل مرد جوایز فیلم آسیایی ۲۰۱۳
- نامزد جایزه بهترین فیلم جوایز فیلم حرفه‌ای ژاپن ۲۰۱۳
- نامزد نخل طلا جشنواره فیلم کن ۲۰۱۲
- نامزد هوگو طلایی جشنواره بین‌المللی فیلم شیکاگو ۲۰۱۲
- برنده جایزه بهترین فیلم جشنواره فیلم فست ۲۰۱۲